# 泰平ヨンの未来学会議
『泰平ヨンの未来学会議』（たいへいヨンのみらいがくかいぎ、ポーランド語: Kongres Futurologiczny）は、スタニスワフ・レムによる1971年のブラックユーモア・SF小説である。レムのシリーズ作品の主人公泰平ヨンの冒険を描いており、ヨンはコスタリカ・ヒルトンでの第8回世界未来学会議を訪れる。本書は、SFが共通的に扱ってきた題材である「ユートピアのような未来」（本書では、それは、幻覚である）の、レム版である。
日本では1984年に深見弾訳で集英社から刊行。2015年に、深見訳を大野典宏が改訳した「改訳版」がハヤカワ文庫SFから刊行された。

## 概要
本書は題名の会議から始まり、のん気で凄惨なマルサス主義者のその世界でのパロディーである。ある暴動が起き、主人公・泰平ヨンは様々な幻覚剤を浴びせられた。政府と反乱者のいずれも兵器に使用している薬である。ヨンたちは、会議が開かれたヒルトンの安全な下水道に避難した。下水道で彼は、彼の周囲で何が現実に起きたのか、起きていないのか、彼を混乱させる一連の幻覚と疑似覚醒を体験した。最終的に、彼は眠りに落ち、150年後に目覚めたのだと信じた。本書の中心部分はヨンの未来世界の冒険を追う。その世界では誰もが幻覚剤を服用し、幻覚は現実に置き換えられる。

## 映画
『戦場でワルツを』の監督アリ・フォルマンは本書の映画化に取り組み、2013年にフランス・イスラエル合作のアニメーション映画『The Congress（英語版）』としてリリースされた。日本では2015年6月、『コングレス未来学会議』のタイトルで公開される。